# Juan Carlos Higuero
Juan Carlos Higuero (ur. 3 sierpnia 1978) – hiszpański lekkoatleta, średniodystansowiec.

## Osiągnięcia
| Rok  | Zawody                               | Miejsce             | Pozycja | Dystans |
| ---- | ------------------------------------ | ------------------- | ------- | ------- |
| 2000 | Igrzyska Olimpijskie                 | Sydney, Australia   | 8.      | 1500 m  |
| 2001 | Halowe Mistrzostwa Świata            | Lizbona, Portugalia | 9.      | 1500 m  |
| 2002 | Halowe Mistrzostwa Europy            | Wiedeń, Austria     | 2.      | 1500 m  |
| 2002 | Mistrzostwa Europy                   | Monachium, Niemcy   | 5.      | 1500 m  |
| 2003 | Halowy Puchar Europy w Lekkoatletyce | Lipsk, Niemcy       | 1.      | 1500 m  |
| 2003 | Halowe Mistrzostwa Świata            | Birmingham, Anglia  | 8.      | 1500 m  |
| 2003 | Superliga Pucharu Europy             | Florencja, Włochy   | 1.      | 1500 m  |
| 2003 | Mistrzostwa Świata                   | Paryż, Francja      | 11.     | 1500 m  |
| 2005 | Halowe Mistrzostwa Europy            | Madryt, Hiszpania   | 2.      | 1500 m  |
| 2005 | Superliga Pucharu Europy             | Florencja, Włochy   | 1.      | 1500 m  |
| 2005 | Mistrzostwa Świata                   | Helsinki, Finlandia | 6.      | 1500 m  |
| 2005 | Światowy Finał IAAF                  | Monte Carlo, Monako | 10.     | 1500 m  |
| 2006 | Mistrzostwa Europy                   | Göteborg, Szwecja   | 3.      | 1500 m  |
| 2006 | Mistrzostwa Europy                   | Göteborg, Szwecja   | 3.      | 5000 m  |
| 2007 | Halowe Mistrzostwa Europy            | Birmingham, Anglia  | 1.      | 1500 m  |
| 2008 | Halowe Mistrzostwa Świata            | Walencja, Hiszpania | 3.      | 1500 m  |
| 2008 | Igrzyska Olimpijskie                 | Pekin, Chiny        | 4.      | 1500 m  |
| 2013 | Halowe Mistrzostwa Europy            | Göteborg, Szwecja   | 2.      | 3000 m  |

### Rekordy życiowe
- 800 metrów - 1:45.87 (2007)
- 1000 metrów - 2:18.23 (2006)
- 1500 metrów - 3:31.57 (2006)
- 1 mila - 3:52.49 (2002)
- 2000 metrów - 4:58,03 (2011)
- 3000 metrów - 7:38,71 (2009)
- 5000 metrów - 13:22.68 (2008)
- 1500 metrów (hala) - 3:36.39 (2004)
- 3000 metrów (hala) - 7:48.46 (2005)